# Peștera Marienglas

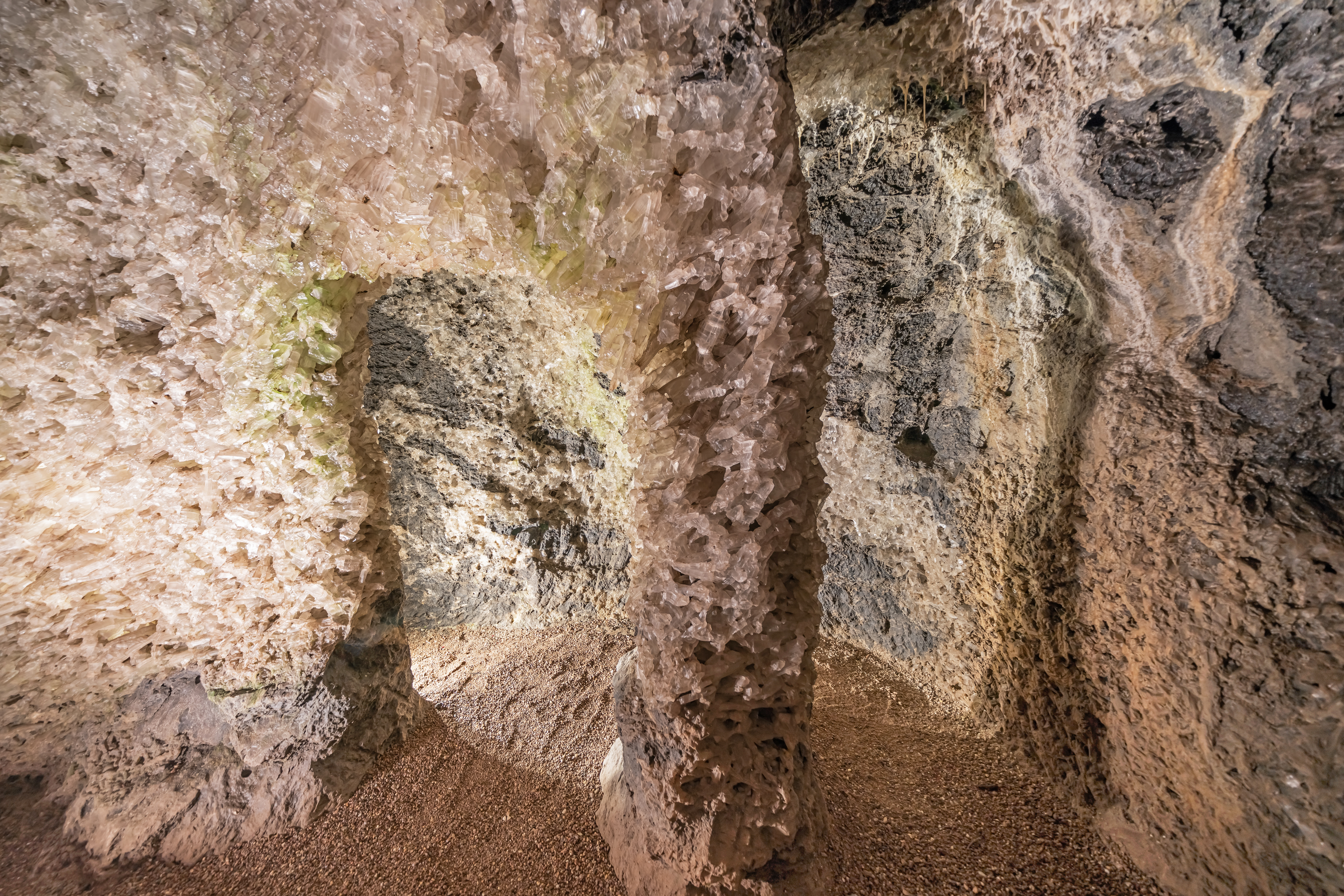
Peștera Marienglas

Peștera Marienglas sau "Peștera sticla Mariei" (în germ. "Marienglashöhle") este situată în Munții Pădurea Turingiei. Ea a luat naștere în mare parte prin lucrări de escavație minieră. Peștera este amplaată între localitățile Friedrichroda și Tabarz în apropiere de strada națională 88 și de o gară de cale ferată. Peștera de sticlă este amenajată pentru vizitare, anual ea este vizitată de ca. 75.000 de turiști. În anul 1775 au început în regiune să fie efectuate lucrări miniere cu scopul exploatării zăcămintelor de cupru. În loc de cupru s-au descoperit depozite de gips, care a fost exploatat până în anul 1903, iar în anul 1784 s-au găsit aici cele mai mari și mai frumoase geode și cristale de gips din Europa. Mărimea cristalelor descoperite care erau aproape complet transparente au atins dimensiuni de până la 10 m, ele erau numite sticla Mariei (Marienglas). Aceste cristale până în anul 1848 erau folosite în biserici și mănăstiri la împodobirea altarelor, candelabrelor. După anul 1903 când au fost sistate lucrările miniere, peștera a fost deschisă vizitatorilor, fiind închisă numai pe perioada celor două războaie mondiale.